# Eparchie St. Mary Queen of Peace der Vereinigten Staaten und Kanadas

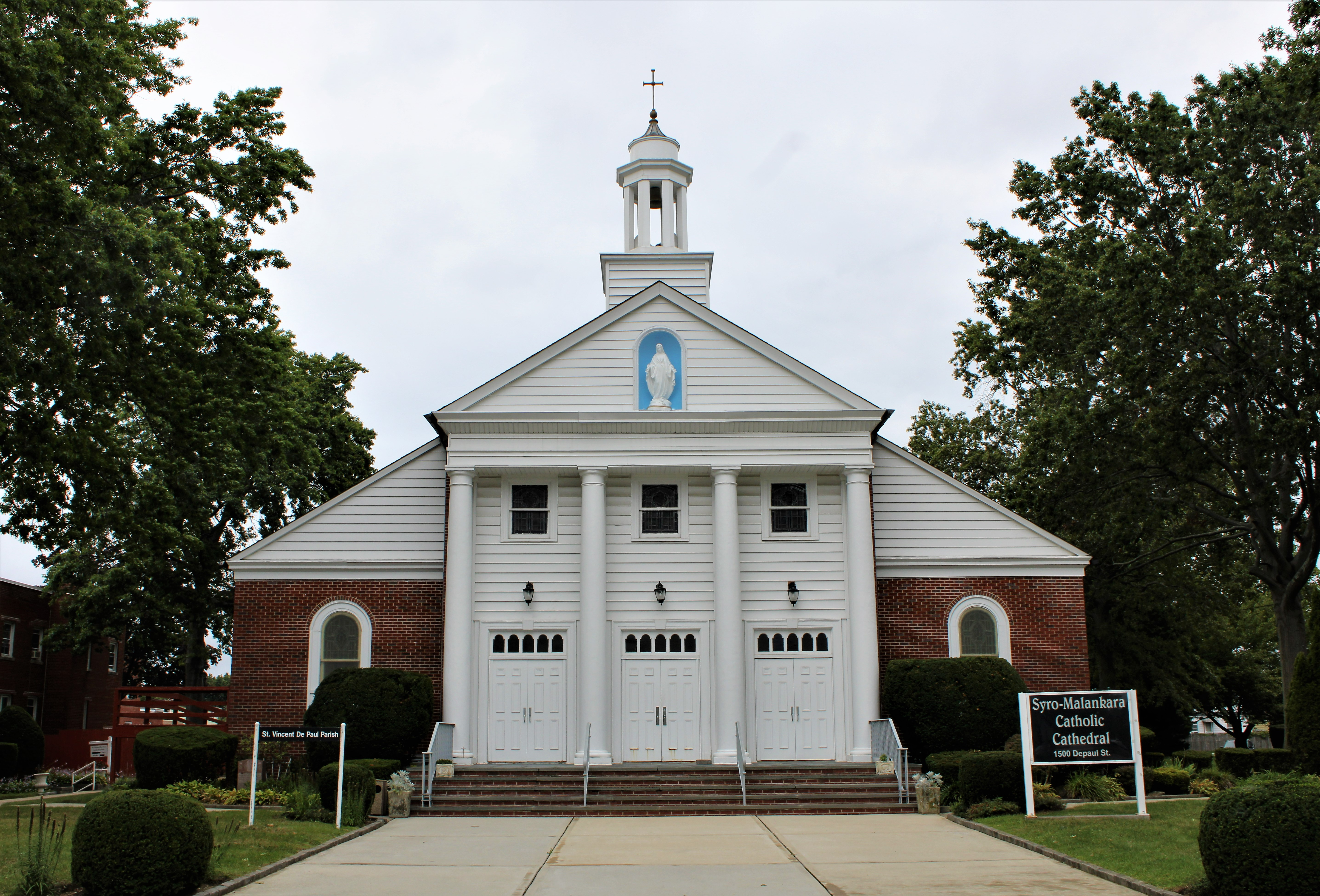
Kathedrale: St. Vincent de Paul in Elmont, New York

Die Eparchie St. Mary Queen of Peace ist eine immediate Eparchie der syro-malankarischen Kirche mit Sitz in Elmont. Sie umfasst die in den Vereinigten Staaten und Kanada lebenden Gläubigen der syro-malankarisch-katholischen Kirche.

## Geschichte
Die Eparchie wurde am 14. Juli 2010 durch Papst Benedikt XVI. als Apostolisches Exarchat der Vereinigten Staaten errichtet. Erster Apostolischer Exarch wurde Thomas Naickamparampil. Am 4. Januar 2016 erhob Papst Franziskus das Exarchat in den Rang einer Eparchie und ernannte den bisherigen Exarchen Thomas Naickamparampil zum ersten Diözesanbischof. Dem Territorium des bisherigen Exarchats wurde gleichzeitig das ganze Gebiet Kanadas hinzugefügt, für das Thomas Naickamparampil bereits zuvor als Apostolischer Visitator die Jurisdiktion ausübte.